# Jeanna Giese
Jeanna Giese (n. Madison, Wisconsin; 6 de junio de 1989) es la primera persona conocida en sobrevivir a la rabia sintomática sin haber recibido la vacuna antirrábica. Es la sexta persona conocida en sobrevivir a la rabia después de la aparición de los síntomas.

## Infección con el virus de la rabia
El 12 de septiembre de 2004, Giese, entonces de quince años de edad, fue mordida por un murciélago en el dedo índice izquierdo en la iglesia St. Patrick Font Du Lac, Wisconsin. Después de limpiarle la mordedura con agua oxigenada su madre decidió no buscar atención médica. Treinta y siete días después Giese desarrolló síntomas de rabia. Fue ingresada al hospital con temblores y dificultades para caminar. Su condición siguió deteriorándose y fue trasladada al hospital infantil de Wisconsin en Wauwatosa. Los médicos empezaron a sospechar que Giese padecía rabia, y esto fue confirmado por pruebas de laboratorio del Centro de Control de Enfermedades.

## Tratamiento de inducción al coma
La rabia se ha considerado universalmente como una enfermedad mortal e incurable después de la aparición de los síntomas, en ausencia de la vacunación adecuada que debe administrarse antes de que dichos síntomas se presenten. Los tratamientos de las personas con rabia sintomática se limitaban a paliar los síntomas.
Los padres de Jeanna Giese aceptaron someterla a un tratamiento experimental propuesto por los doctores del hospital infantil de Wisconsin, que consistía en inducir a Giese a un coma farmacéutico con la ayuda de ketamina y midazolam. Después de este primer paso, a Giese le fue administrado fenobarbital, un sedante, además de medicamentos antivirales (ribavirina y amantadina), mientras se esperaba que su sistema inmunitario produjera anticuerpos que atacaran al virus. Después de siete días, se sacó a Giese del coma inducido.
Después de treinta y un días en el hospital, Giese fue declarada libre del virus Rhabdoviridae de la rabia y sacada de la cuarentena. Hubo un poco de preocupación al principio por el nivel de daño cerebral que pudiese haber recibido pero, aunque sufrió daño nervioso, sus habilidades cognitivas fueron escasamente afectadas por la enfermedad. Pasó varias semanas bajo terapia de rehabilitación y fue dada de alta el 1 de enero de 2005. Para noviembre de 2005 era capaz de caminar por sí misma, regresó a la escuela y comenzó a conducir automóviles.

## Teorías sobre su supervivencia
Las razones por las cuales Jeanna Giese sobrevivió a la enfermedad son todavía controvertidas. Los médicos que atendieron a Giese sabían que la mayoría de muertes por rabia son causadas por una disfunción cerebral temporal, no por daño cerebral permanente. Razonaron que si protegían el cerebro de Giese induciéndolo a un estado de coma, ella podría sobrevivir el tiempo suficiente para que su cuerpo eliminara el virus de la rabia. Mientras que el tratamiento parece haber funcionado en ese caso exitosamente, otros investigadores de la rabia sugieren que Giese podría haberse infectado con una forma particularmente débil del virus, o que podría tener un sistema inmunitario inusualmente resistente. El murciélago que mordió a Jeanna Giese no fue capturado para realizarle análisis, y los médicos fueron incapaces de aislar el virus del cuerpo de Jeanna Giese.
Al menos seis intentos posteriores de curar la rabia sintomática mediante procedimientos médicos similares no han dado resultados. En mayo de 2006, los médicos del Hospital infantil de Texas aplicaron un tratamiento similar a Zachary Jones, un chico de 16 años que padecía de rabia sintomática, pero fueron incapaces de salvarle la vida. Desde principios de octubre a principios de noviembre de 2006, el niño de 10 años Shannon Carroll fue también infructuosamente atendido. El protocolo anteriormente descrito es conocido comúnmente como "el tratamiento de Jeanna Giese". Un artículo escrito por el médico de cabecera de Giese y publicado en abril de 2007 en Scientific American lo llama "protocolo de Milwaukee"; él indica que aquellos que intentaron seguir dicho protocolo en realidad lo violaron al fallar en aplicar la combinación de medicamentos que se describió por primera vez.
El 10 de abril de 2008 en Cali, Colombia, un diario local reportó que un niño de 11 años podría haberse recuperado después de un tratamiento de inducción al coma. Este niño se habría infectado el 15 de febrero de 2008 cuando varios niños fueron mordidos por un perro en Santander de Quilichao, un poblado cercano a Cali. Sin embargo no fue posible aislar el virus de la rabia de muestras de saliva, cabello y líquido cefalorraquídeo pertenecientes al niño sobreviviente que fueron enviadas al Instituto Pasteur en Brasil y al Instituto Nacional de Salud en Bogotá,  por lo que algunos creen que nunca padeció la enfermedad.

## Estado de salud posterior
Jeanna Giese regresó a la escuela, y con ayuda extra de sus profesores, fue capaz de terminar el segundo año de educación secundaria junto con sus compañeros de clase. A pesar del comprensible rezago en sus estudios, se mantuvo al mismo nivel intelectual que sus compañeros de clase. Se graduó de la educación básica con honores en mayo de 2007 y expresó su propósito de convertirse en veterinaria, asistiendo a clases en el Marian College. El neurólogo de la clínica Mayo, doctor Kenneth Mack describió el estado de Giese desde que ingresó al Marian College de la siguiente manera: "Se ha recuperado 'notablemente bien' y debería seguir mejorando".